# راشانت (بولگان)
راشانت (به لاتین: Rashaant) یک منطقهٔ مسکونی در مغولستان است که در استان بولگن واقع شده‌است.